# Ontwerp voor stationsplein in Leeuwarden
Ontwerp voor stationsplein in Leeuwarden, ook Vierkant in vierkant genoemd, is een prijsvraagontwerp gemaakt in 1917-1918 door architect Jan Wils en beeldend kunstenaar Theo van Doesburg voor de herinrichting en verfraaiing van het stationsplein in de Nederlandse stad Leeuwarden.

## Prijsvraag
In november 1917 schreef de Vereniging voor Vreemdelingenverkeer in Leeuwarden een prijsvraag uit ‘tot verfraaiing van het Stationsplein te Leeuwarden’. De prijsvraag werd aangekondigd in het Bouwkundig Weekblad van 10 november 1917.

Het ontwerp moet o. a. een pleinafsluiting bevatten, door plantsoen of op andere wijze, zoodat de tot het spoor behoorende gebouwen zooveel mogelijk aan het oog worden onttrokken.

Verder stond in de aankondiging dat het budget ruimte bood aan een fontein. De ontwerpen moesten voor 1 februari 1918 ingeleverd zijn. Jan Wils ontwierp de herinrichting van het plein en Theo van Doesburg de ‘pleinafsluiting’. Het motto van hun inzending was 'klein in groot vierkant'. Alle oorspronkelijke ontwerptekeningen zijn verloren gegaan. Over het ontwerp van Wils en Van Doesburg schreef de jury:

De teekeningen zijn goed geteekend. De pleinruimte is zeer goed ontwikkeld, doch de aanleg van trottoirs belet het rijverkeer naar de emplacementen. Enkele details van het ontwerp zijn eenigszins primitief. De fontein, veeleer gedenkteeken, is niet goed geplaatst en is zonder uitdrukking.

De jury, bestaande uit Jacob Adriaan Nicolaas Patijn, Henri Evers, Hendrik Petrus Berlage, Dirk Frederik Tersteeg en Lambertus Nicolaas Holsboer, was van mening dat geen van de inzendingen goed genoeg waren om zonder wijzigingen te worden uitgevoerd. Een eerste prijs werd daarom niet toegekend. In plaats daarvan werd het beschikbare prijzengeld verdeeld onder de drie beste inzendingen. Wils en Van Doesburg ontvingen de ‘tweede prijs’. De overige prijswinnaars waren Meischke en Schmidt en J.W.V. Sluiter met motto ‘Regulatie’ (1e prijs) en Charles Estourgie en Egidius Ludovicus Everaerts met motto ‘Het fiere geslacht’ (3e prijs).

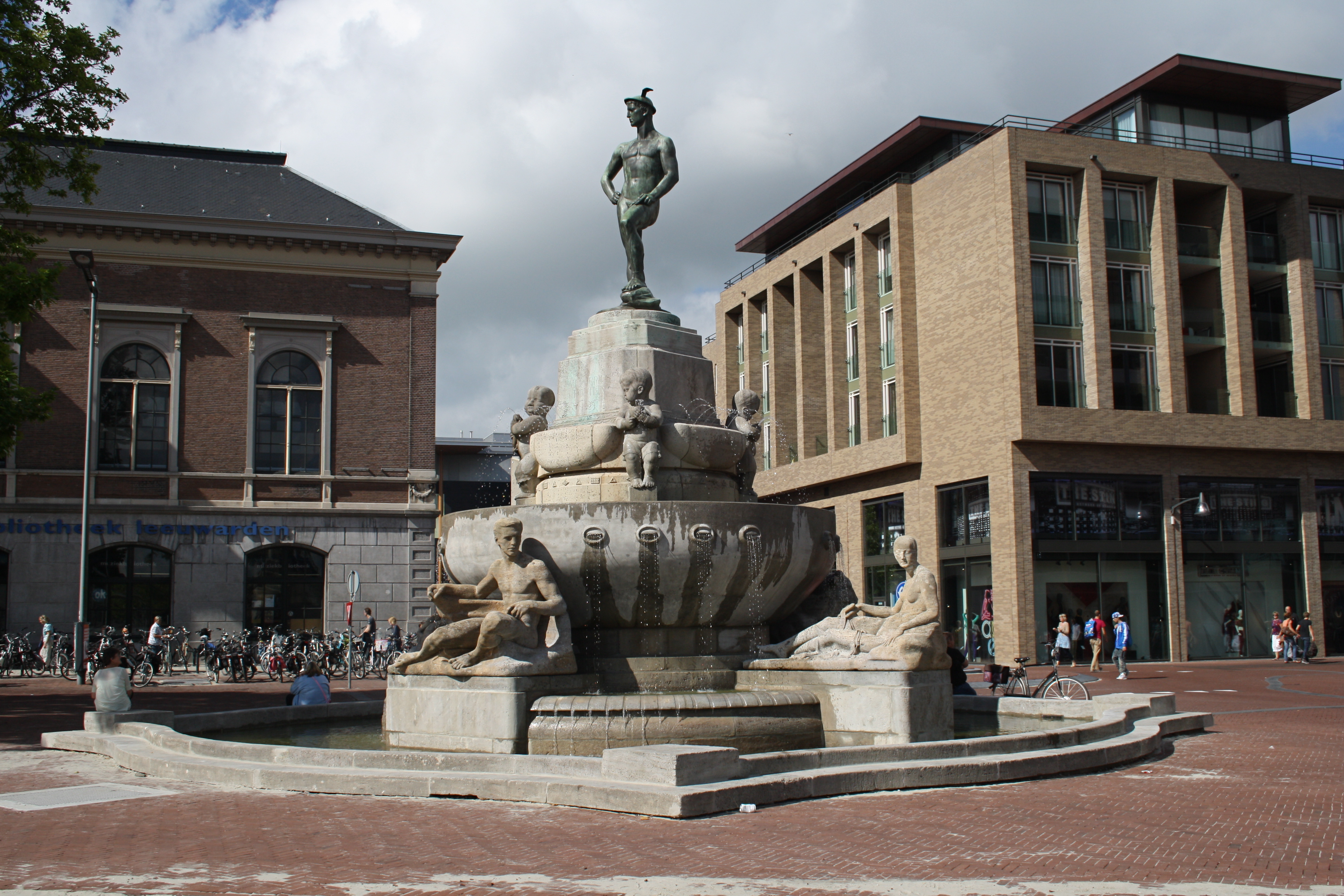
Mercuriusfontein uit 1923.

In 1921 gaf de Leeuwarder VVV opnieuw een prijvraag voor een monument uit, maar nu op een andere locatie: de oostzijde van het Wilhelminaplein. Hier kwam de Mercuriusfontein van de Duitse beeldhouwer Gustav Adolf Bredow uit voort, die in 1923 werd geplaatst.

## Maquette

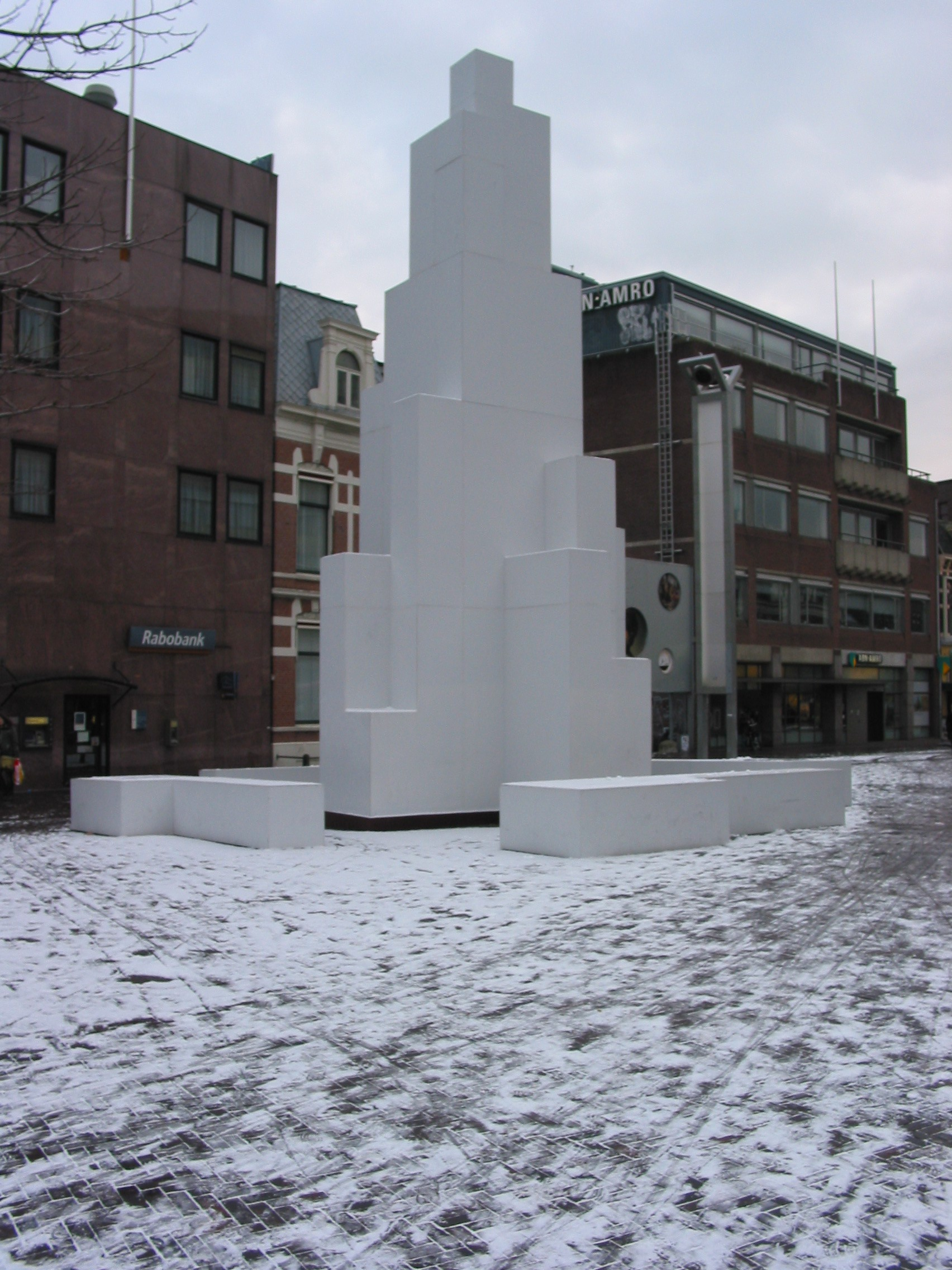
Proefopstelling ‘Vierkant in Vierkant’, 2009.

In 1919 liet Van Doesburg door Herman Zaalberg een aardewerken maquette maken van zijn aandeel in het ontwerp. Deze maquette werd een aantal keer tentoongesteld, onder andere in 1925 in Hannover. Daarna ontbreekt ieder spoor. Van de maquette bestaat alleen nog een foto, die zich tegenwoordig in het Van Abbemuseum in Eindhoven bevindt. Ter gelegenheid van de overzichtstentoonstelling van Van Doesburg in het Van Abbemuseum en het Gemeentemuseum Den Haag liet de directeur van het Van Abbemuseum, Jean Leering, in 1968 een reconstructie in hout maken. In 1998 maakte Ron Mittelmeijer een tweede reconstructie. Deze is ook in hout uitgevoerd en meet 53 × 23 × 23 cm.

## Stichting Vierkant in Vierkant
Op 29 december 1997 werd de Stichting Vierkant in Vierkant opgericht. Deze stichting zet zich in om het monument van Van Doesburg alsnog uit te voeren tegenover het Centraal Station in Leiden. Hier is zij tot nu toe niet in geslaagd. Wel heeft tegenover het station een 12 meter hoge proefopstelling van hout gestaan ter gelegenheid van de tentoonstelling Van Doesburg and the International Avant-Garde. Deze proefopstelling werd op 29 oktober 2009 onthuld en is in 2010 weer verwijderd.